# Kovač (priimek)
Kovač je 6. najbolj pogost priimek v Sloveniji, ki ga je po podatkih Statističnega urada Republike Slovenije na dan 31. decembra 2008 uporabljalo 4795 oseb. Priimek izvira iz poklica - kováč in se v slovenščini tudi tako izgovarja, pri vseh slovanskih in tudi drugih narodih, ki uporabljajo ta priimek (npr. madžarska oblika Kovács - drugi najpogostejši priimek na Madžarskem), pa je naglas na prvem zlogu. Priimek je razširjen zlasti v Panonski nižini.

## Znani nosilci priimka v Sloveniji
- Albin Kovač (1908—1990), primorski politični aktivist
- Aleksander Kovač (1920—2008), operni in koncertni pevec - basist; tudi kipar
- Andrea Kovač, predsednica Zveze Slovencev na Madžarskem (od 2019)
- Andrej Kovač (*1938), arhitekt
- Andrej Kovač (1908—1960), zgodovinar, bibliotekar, publicist
- Andreja Kovač (*1979), gledališka režiserka, lutkarica
- Anton (Tonček) Kovač (1916—1977), brivec, partizan, politični komisar, kočevski odposlanec
- Bogomir Kovač (*1952), ekonomist, univ. profesor, publicist
- Boris Kovač (*1954), šahist
- Boris Kovač (*1955)? multiinstrumentalist, skladatelj, večmedijski umetnik, filozof (=? vojvodin.-srb. rodu)?
- Boris Kovač, živilski tehnolog
- Božo Kovač (1935—2025), novinar, urednik, časopisni direktor
- Ciril Kovač (1923—2007), esejist, literarni kritik, prevajalec
- Daniel Kovac (*1956), slovensko-nemški pevec, udeleženec Evrovizije
- Danijel Kovač, višji praproščak SV, glavni štabni podčastnik (od 2018)
- Edvard Kovač (*1950), frančiškan, filozof, esejist, profesor
- Eva Kovač (*1986), psihologinja
- Franci Kovač (*1951), kemik
- Gašper Kovač (*1993), smučar
- Ingrid Kovač Brus, prevajalka, publicistka, urednica Programa Ars (Radio Slovenija)
- Igor Kovač (*195#), strojnik, robotik
- Igor Kovač (*1984), politolog, diplomatski oz. mednarodni strok. (ZDA)
- Ivan Kovač (1891—?), zvezni načelnik Sokola, telesnovzgojni učitelj prestolonasledinka Petra Karađorđevića
- Ivo Kovač (1927—2003), slikar, scenograf, amaterski igralec
- Iztok Kovač (*1962), plesalec in koreograf, režiser (EnKnap)
- Jana Kovač Valdés (*1958), pantomimičarka, plesna pedagoginja
- Janez Frančišek Kovač (Joannes Franciscus Faber), dvorni zdravnik in diplomat (17. stoletje)
- Janez Kovač ("Podliščekov Janez") (19.stoletje), novičar, publicist
- Janez Kovač (1884—1975), duhovnik, narodnogospodarski delavec
- Janez Kovač (*1965), fizik (IJS)
- Jože Kovač (1930—2021), gozdar, lesar, univ. profesor, gospodarstvenik
- Jože Kovač (*1961), hokejist
- Jože Kovač-Uri, prekmurski glasbenik, pevec (Halgato band)
- Jožica Kovač Toman (1906—1981), sindikalna delavka
- Jurij Kovač (1959—2019), ekonomist, organizatorik
- Karel Kovač (1880—1917), arhivar, zgodovinar
- Karel Kovač (1900—1983), evangeličanski duhovnik in senior
- Kristina (Tinca) Kovač (*1953), pedagoginja, kulturna delavka
- Laci Kovač (Kovács László) (*1950), porabski slovenski manjšinski kulturnik (literat, gledališčnik) in župan
- Leopold Kovač (1887—1954), tenorist, operni in koncerti pevec
- Ljerka Kovač (1953—2007), slikarka in grafičarka
- Maja Kovač (*1949), fiziologinja, biokemičarka
- Maja Kovač (*1995), prevajalka, ustanov. in urednica revije Perun
- Maksimilijan Kovač (*1925), zdravnik ortoped, kirurg
- Marija Kovač Kozina (1905—1986), romanistka, prevajalka
- Marija Kovač (1914—2010), komunistka in prvoborka
- Marija Kovač Kavčič (1945—2023), stomatologinja, doc. MF
- Marijan Kovač (1925—1988), gledališčnik
- Marijan Kovač (*1949), baritonist
- Marjeta Kovač (*1956), kineziologinja, športna pedagoginja
- Marko Kovač (*1957), gozdarski strokovnjak
- Marko Kovač (*1971), strojnik, dr. jedrske tehnike, energetik, inovator, publicist ...
- Marlenka Kovač, šahistka
- Matija Kovač (*1989), arhitekt, kulturni producent, župan Celja (2022-)
- Matjaž Kovač (*1968), veteran vojne za Slovenijo
- Matjaž Kovač (*1971), vojak
- Matjaž Kovač (*1973), triatlonec
- Miha Kovač (*1960), urednik, publicist, knjigar (bibliolog), založnik
- Miha Zupanc Kovač, dirigent, zborovodja
- Mila Kovač (1901—1986), zdravnica retgenologinja
- Milan (Zdravko) Kovač (*1940), arhitekt, arheološki konservator, podpornik beguncev
- Milena Kovač (*1957), živinorejska strokovnjakinja, univ. prof.
- Miran Kovač (*1954), strojnik
- Mirko Kovač (1931—2019), zgodovinski publicist, meteorolog
- Mitja Kovač, ekonomist in gospodarski pravnik, prof. UL
- Mojca Kovač Šebart (*1961), pedagoška sociologinja
- Mojca Marjana Kovač, umetnostna konservatorka, dr.
- Nace Kovač, izvršni direktor ŠENT-a, 3 mandate predsednik socialne zbornice Slovenije
- Nika Kovač, antropologinja in direktorica Inštituta 8. marec
- Nikolina Kovač Juvan, flavtistka
- Nives Kovač (*1966), okoljska kemičarka, prof. UP, sodl. MBP Piran
- Polonca Kovač (*1937), mladinska pisateljica in prevajalka
- Polon(c)a Kovač (*1971), pravnica, strok. za upravo, univ. prof., Društvo Ključ
- Primož Kovač (*1963), kapucin, provincial
- Rok Kovač, športni plezalec / literat?
- Samo Kovač (1928—2015), slikar, konservator
- Slavko Kovač - Smeli (1919—1942), partizanski poveljnik in narodni heroj
- Stane Kovač (1917—1996), politični aktivist, prvoborec, sodnik
- Stane Kovač (1919—1993?), partizan, vojaški častnik
- Stanislav Kovač (*1967), novinar
- Števan Kovatš (1866—1945), 1. evangeličanski senior med vojnama; zgodovinar, pisatelj
- Štefan Kovač (1910—1941), odvetniški pripravnik, partizan in narodni heroj
- Štefan Kovač (1919—1989), partizan prvoborec
- Tatjana Kovač (*1950), knjižničarka, ured.
- Tatjana Kovač (*1955), informatičarka, predavateljica
- Tinkara Kovač (*1978), flavtistka in pevka zabavne glasbe
- Tita Kovač Artemis (1930—2016), kemičarka, pisateljica, prevajalka, (zgodovinska) publicistka
- Tom Kovač, avstralski arhitekt slovenskega rodu
- Valentin (Ante) Kovač (1914—2007), gradbenik, hidrotehnik
- Vanja Kovač, TV novinarka
- Vekoslav Kovač (1890—1971), lutkar
- Veselko (Ivan) Kovač (1872—1928), frančiškan, misijonar na Kitajskem
- Vesna Kovač, pevka
- Vesna Kovač, slikarka
- Viktor Kovač (1890—1959), rokoborec, Maistrov borec, orožnik ...
- Viktor Kovač (1911—?), partizan, rezervni častnik
- Viljem Kovač (1830—1888), mestni fizik, kirurg
- Viljem Kovač (*1950), zdravnik onkolog, radioterapevt (brat Edvarda Kovača)
- Vladimir Kovač, slikar mestnih vedut
- Vojin Kovač - Chubby (1949—1985), pesnik, boem in pamfletist
- Zdravko Kovač (1929—2001), operni in koncertni basist

## Tuji nosilci priimka
Priimek Kovač je pogost tudi pri drugih narodih (madžarska oblika Kovács/Kováts, slovaška /delno tudi češka/ Kováč/ z žensko obliko Kovačová; romunska: Covaci).
- Ágnes Kovács (*1987), madžarska plavalka
- Aleksandra Kovač (*1972), srbska pevka in avtorica glasbe
- Alena Kováčová (*1978), slovaška košarkarica
- Ana (Anica) Kovač (*1943), hrvaška kiparka
- András Kovács (1925—2017), madžarski filmski režiser in scenarist
- Ante Kovač (1897—1972), hrvaško-srbski novinar, publicist in politik
- Béla Kovács (1908–1959), madžarski politik
- Benedek Kovács (*1998), madžarski plavalec
- Bill Kovacs (1949—2006), ameriški pionir komercialne računalniške animacije
- Boris Kovač (*1955), srbski jazz-glasbenik multiinstrumentalist in skladatelj
- Ctibor Kováč (1919—1992), slovaški režiser, scenarist in dramaturg
- Dan Kovacs (*1970), ameriški dvigovalec uteži
- Dita Kovač (1891—1976), hrvaška sopranistka
- Dušan Kováč (*1942), slovaški zgodovinar in pisatelj, akademik (brat Michála)
- Edgar Kováts (1849—1912), poljski arhitekt in slikar (madžarskega rodu)
- Eduard Kováč (*1960), slovaški nogometaš
- Elena Berková-Kováčová (1896—1989), slovaška mladinska pisateljica
- Ella Kovacs (*1964), romunska atletinja
- Endre Kovács (1911—1985), madžarski zgodovinar in slavist
- Endre Kovács (1936—2015), madžarski orglavec
- Endre Murányi-Kovács (1908—1968), madžarski pisatelj in umetnostni zgodovinar
- Ernie Kovacs (1919—1962), ameriški TV-komik in igralec
- Ervin Kováts (1927—2012), švicarski kemik (madžarskga rodu)
- Eva Kováčová (1951—2010), slovaška pesnica
- Frank Kovacs (1919—1990), ameriški tenisač
- Hela Kovač / Hella Kovac (1909—1999), hrvaška (jugoslovanska) teniška igralka
- Igor Kováč (*1969), slovaški atlet
- Igor Kovač (*1983), hrvaški igralec
- István Kovács (1911—2011), madžarski politik
- István Kovács (*1944), madžarski igralec
- István Kovács (*1950), madžarski rokoborec
- István Kovács (*1970), madžarski boksar
- Ivan Kovač (1937—1992), vojvodinski skladatelj, prof. umetniške akademije v Novem Sadu (sin Mihajla)
- Iván Kovács (*1970), madžarski sabljač
- Ivan Kovač (*1978), bosanskohercegovski duhovnik, podsekretar Dikasterija za škofe v vatikanski kuriji (2023-)
- Ivana Kovač (*1977), hrvaška pevka
- Ivana Kováčová (*1992), slovaška gimnastičarka
- Ján Kováč (1910—1985), slovaški vstajnik, protifašistični borec in oficir
- János Kovács (*1985), madžarski nogometaš
- Joe Kovacs (*1989), ameriški atlet
- Josip Kovač (1916—1995), vojvodinski glasbenik, dirigent in skladatelj v Subotici (oče Kornelija in Mihajla)
- Katalin Kovács (*1976), madžarska kanuistka
- Kolos Kováts (*1948), madžarski operni pevec
- Kornelije "Bata" Kovač (1942—2022), srbski glasbenik klaviaturist, (rock in jazz-) skladatelj
- Kristina Kovač (*1974), srbska pop-pevka in avtorica  glasbe
- Ladislav Kováč (1913—1987), junak slovaškega protifašističnega odpora, partizanski poveljnik
- Ladislav Kováč (*1932), slovaški biokemik, akademik in politik
- László (Leslie) Kovács (1933—2007), madžarsko-ameriški filmski snemalec
- László Kovács (*1939), madžarski politik in diplomat
- Leonida Kovač (*1962), hrvaška umetnostna zgodovinarka, kuratorka
- Margit Kovács (1902—1977) madžarska keramičarka in kiparka
- Mario Kovač (*196#?), hrvaški računalničar in izumitelj
- Mario Kovač (*1975), hrvaški gledališki in filmski režiser in igralec
- Marko Kovač (*1981), srbski arhitekt, filmski režiser in igralec
- Michal Kováč (1930—2016), slovaški politik, prvi predsednik neodvisne Slovaške
- Mihajlo Kovač (1909—2005), vojvodinski rusinski pesnik, pisatelj, kulturno-prosvetni delavec in etnograf
- Mihajlo Kovač (*1946), srbski novinar, TV-voditelj, poslanec in diplomat (brat Kornelija Kovača)
- Mihály Kovács (1818—1892), madžarski slikar
- Mikuláš Kováč (1934—1992), slovaški pesnik
- Mira Lu Kovacs,
- Mirko Kovač (1938—2013), srbski in hrvaški pisatelj
- Mirko Kovač (*1983), srbski košarkar
- Miro Kovač (*1968), hrvaški zgodovinar, diplomat in politik
- Mišo Kovač (*1941), hrvaški pevec zabavne glasbe
- Nicolae (Miklós) Kovács/Covaci (1911–1977), romunski nogometaš in trener (madž. rodu)
- Nicu Covaci (*1947), romunski rock-glasbenik, kitarist in slikar
- Niko Kovač (*1971), hrvaški nogometaš
- Niko(la) Kovač (*1997), bosenski profesoinalni igralec video-iger
- Nikola Kovač (1936—2007), hrvaško (dubrovniško)-bosenski literarni in likovni kritik, profesor francoske književnosti v Sarajevu
- Pál Kovács (1912—1995), madžarski sabljač
- Pavel Kováč (*1974), slovaški nogometaš
- Péter Kovács (*1978), madžarski nogometaš
- Radoslav Kováč (*1979), češki nogometaš
- Richard Kovacs (1884—1950), ameriški fizik
- Rita Kovács (*1970), madžarska plavalka
- Robert Kovač (*1974), hrvaški nogometaš
- Roland Kovac (ps. Bob Elger...) (1927—2013), avstrijski jazz-glasbenik, skladatelj, pianist in multiinstrumentalist
- Sándor Kovács (1893—1972), madžarski škof v Sombotelu
- Sharon Kovacs (*1990), nizozemska pevka
- Slavko Kovač (1932—2005), hrvaški kritik in feljtonist
- Slobodan Kovač (*1967), srbski odbojkar in trener (selektor slovenske reprezentance)
- Sonja Kovač, hrvaška igralka
- Ștefan (István) Kovács/Covaci (1920—1995), romunski nogometaš in trener (madž. rodu)
- Vera Kovač-Vitkay (*1932), srbska sopranistka
- Vesna Kovač (*1965), srbska političarka
- Virginia Kovacs, ameriška teniška igralka (okoli leta 1940)
- Vladimir Kovač, hrvaški ortoped, kirurg
- Vladimír Kováč (*1991), slovaški nogometaš
- Zsófia Kovács (*1988), madžarska triatlonka
- Zvonko Kovač (1922—1997), hrvaški lutkovni režiser
- Zvonko Kovač (*1951), hrvaški literarni zgodovinar, slovenist